# 이윤철 (육상 선수)
이윤철(李尹喆, 1982년 3월 28일~)은 대한민국의 육상 선수로 주 종목은 해머던지기이다. 2000년대부터 현재까지 대한민국 국가대표로 국제 대회에 참가하고 있다. 또한 대한민국 남자 해머던지기 기록을 13회 갱신했으며 전국체육대회 21연패(2002~2024)를 달성했다.

## 기록

### 국가 기록
| 종목             | 기록   | 날짜        | 대회                                 | 장소        | 순위 | 종전 기록 | 기타                 |
| ---------------- | ------ | ----------- | ------------------------------------ | ----------- | ---- | --------- | -------------------- |
| 남자 해머 던지기 | 68ｍ56 | 2006, 12, 8 | 도하 아시안 게임                     | 카타르 도하 |      | 68ｍ44    | 1차 시기             |
| 남자 해머 던지기 | 69ｍ07 | 2006, 12, 8 | 도하 아시안 게임                     | 카타르 도하 | 4위  | 68ｍ56    | 6차 시기 (현지 시간) |
| 남자 해머 던지기 | 69m 52 | 2007, 4, 28 | 제36회 전국종별육상선수권대회 일반부 | 고양시      | 1위  | 69m 07    |                      |